# Pseudolimnophila (Pseudolimnophila) monomelania
Pseudolimnophila (Pseudolimnophila) monomelania is een tweevleugelige uit de familie steltmuggen (Limoniidae). De soort komt voor in het Oriëntaals gebied.